# Teja (Vorname)
Teja ist ein weiblicher und männlicher Vorname.

## Herkunft und Bedeutung
Der männliche Name Teja ist gotischer Herkunft.
Der weibliche Name Teja ist unter anderem die slowenische Kurzform von Doroteja. Eine weitere slowenische Kurzvariante hierzu ist Tea.

## Bekannte Namensträger

### Männlich
- Teja († 552), letzter König der Ostgoten
- Teja Aicher (1909–1979), österreichischer Maler, Texter und Illustrator
- Friedrich Teja Bach (* 1944), deutscher Kunsthistoriker
- Teja Dambon (* 1971), deutscher Eishockeyspieler
- Teja Tscharntke (* 1952), deutscher Soziologe und Biologe

### Weiblich
- Teja Gregorin (* 1980), slowenische Biathletin
- Teja Vidic (* 1998), slowenische Schachspielerin